# چارلی ارجن
چارلی ارجن (انگلیسی: Charlie Ergen؛ زادهٔ ۱۹۵۳ (۷۱–۷۲ سال)) کارآفرین، سرمایه‌دار، بازرگان و مدیر ارشد اجرایی آمریکایی است، که در حال حاضر به‌عنوان رییس هیئت مدیره شرکت دیش نتورک فعالیت می‌کند. ارجن شرکت دیش نتورک را در سال ۱۹۸۰ تأسیس نمود.